# Reinhard Probst
Reinhard Kurt Probst (* 30. Mai 1934 in Benndorf; † 12. Januar 1999 in Magdeburg) war ein deutscher Ingenieur und Professor für Schweißtechnologie. Er gehörte zu den Pionieren der Schweißtechnologie mit innovativen Anwendungen und war Mitbegründer der Ingenieurausbildung in interdisziplinären, innovativen Studiengängen. Von 1976 bis 1990 hatte er das Amt als Rektor der Technischen Hochschule, ab 1987 Technische Universität Magdeburg inne.

## Leben und Wirken
Reinhard Probst wurde in Benndorf bei Lutherstadt Eisleben als Sohn des Lagerarbeiters Kurt Probst geboren, der im „Fortschritt-Schacht“ des Mansfeld-Kombinats in Eisleben arbeitete. Reinhard Probst besuchte von 1940 bis 1944 die Volksschule Benndorf und danach bis 1952 die Oberschule in Aschersleben, wo er sein Abitur erwarb. Danach ging er zum Studium an die Bergakademie Freiberg und belegte das Fach Metallkunde. Die Ausbildung begann mit einem Vorpraktikum und war auch während des Studiums durch mehrere größere Praktika begleitet. Er schloss das Studium 1957 als Diplom-Ingenieur für Metallurgie ab.
Sein Berufseinstieg erfolgte 1957 als wissenschaftlicher Assistent am Institut für Schweißtechnik (Direktor: Hans Neese) an der 1953 neu gegründeten Hochschule für Schwermaschinenbau Magdeburg. Diese junge Hochschule entwickelte sich stetig: ab 1961 Technische Hochschule, ab 1987 Technische Universität Magdeburg. Probst folgte dieser Entwicklung mit seinem Werdegang: 1961 Oberassistent, 1963 Promotion zum Doktor-Ingenieur (Dr.-Ing.) mit dem Prädikat „summa cum laude“, 1964 Dozent sowie 1969 ordentlicher Professor für Schweißtechnologie und Schweißmetallurgie an der TH Magdeburg. 1970 erwarb er die Lehrbefähigung Facultas Docendi, danach folgte seine Promotion zum Doktor der Wissenschaften (Doctor scientiae technicarum,  Dr. sc. techn.).
In den Jahren 1968/69 war er stellvertretender Sektionsdirektor für Forschung und anschließend von 1969 bis 1975 Direktor der Sektion Technologie der metallverarbeitenden Industrie (TmvI). In diesen Jahren profilierte er die Sektion hinsichtlich praxisorientierter Lehre und industrienaher Forschung sowohl für den Lehrkörper als auch für den wissenschaftlichen Nachwuchs. Somit wurde die von Probst geleitete Sektion zur Modellsektion für die Fachrichtung „Technologie der metallverarbeitenden Industrie“ für die gesamte DDR, und sie wurde daher 1974 mit dem Karl-Marx-Orden ausgezeichnet.
Von 1970 bis 1975 war er stellvertretender Vorsitzender des Beirates für Maschineningenieurwesen beim Ministerium für Hoch- und Fachschulwesen. In diesem Beirat wurde der Rahmen für die Ausbildung im gesamten Maschineningenieurwesen der DDR entwickelt und die ersten vereinheitlichten Studienpläne mit Lehrprogrammen und empfohlener Fachliteratur für das Studium innerhalb der einzelnen Fachrichtungen erstellt.
Reinhard Probst war als Nachfolger von Hans-Erich Weinschenk von 1976 bis Anfang 1990 Rektor der Technischen Hochschule, die während seiner Amtszeit schrittweise ab 1986 in die Technische Universität Magdeburg umgewandelt wurde. Dazu erhöhte er nicht nur das Niveau von Lehre und Forschung, sondern er vervollständigte die Wissenschaftsdisziplinen durch entsprechende Professorenberufungen. Weiterhin verstärkte er die Forschungszusammenarbeit mit den regionalen Kombinaten des Schwermaschinen- und Anlagenbaus und errichtete trotz der wirtschaftlich prekären Situation der DDR die Technika Armaturen sowie Baumechanisierung. Letzteres konzipierte er als Basis der ersten universitären Bauingenieurausbildung für die Bezirke Halle (Saale) und Magdeburg.
Zur Weiterentwicklung der internationalen Zusammenarbeit baute er besonders die Beziehungen aus, die mit der Technischen Hochschule Baumann in Moskau, mit den schweißtechnischen Lehrstühlen in Leningrad und Kiew sowie mit dem Akademie-Institut für Elektroschweißung Paton in Kiew bereits bestanden.
Als Fachmann für Schutzgasschweißen verfasste er mehr als 50 fachwissenschaftliche Beiträgen, 5 Patente, mehrere Lehrbücher der Schweißtechnik und hielt zahlreiche Vorträge, die ihm auch internationale Anerkennung verschafften. Die Technische Universität Miskolc (Ungarn) verlieh ihm 1990 die Ehrendoktorwürde (Dr.-Ing. E. h.). Aus dem akademischen Umfeld von Probst sind namhafte Industriefachleute, Wissenschaftler und mehrere Professoren hervorgegangen.
Als sein Nachfolger im Amt des Rektors wurde durch den Wissenschaftlichen Rat der TU Magdeburg im Januar 1990 Richard Teßmer gewählt.

## Mitgliedschaften und Ehrungen (Auswahl)
- 1963 bis 1965 Abgeordneter des Bezirkstages Magdeburg
- 1981 bis 1989 Kandidat des Zentralkomitees der SED
- mehrfache Auszeichnungen als Aktivist
- 1969 Verdienstmedaille der DDR
- 1973 Verdienter Techniker des Volkes
- 1974 Karl-Marx-Orden (im Kollektiv)
- 1979; 1984 Banner der Arbeit Stufe III und Stufe I
- 1985 Ehrennadel der Urania in Gold
- 1986 Ernst-Schneller-Medaille in Gold
- mehrfach Forschungspreise.

## Publikationen (Auswahl)
- Udo Franz, Reinhard Probst:  I. I. Saruba, B. S. Kassatkin: CO2 Schutzgas-Schweißen. Übersetzung aus dem Russischen und deutsche Bearbeitung. Verlag Technik, Berlin 1963.
- Grundlagen der Schweißtechnik, Teil 4: Schweißmetallurgie. Verlag Technik, Berlin 1971.
- Studienplan für die Ausbildung an Universitäten und Hochschulen der Grundstudienrichtung Maschineningenieurwesen der DDR. MHF, Berlin 1975.
- Kompendium Schweißtechnik, Band 2: Schweißmetallurgie. DVS-Verlag, Düsseldorf 1997, ISBN 978-3-87155-159-8, 2. Auflage 2002, ISBN 978-3-87155-206-9.